# زتا صلیب
زتا صلیب یک ستاره است که در صورت فلکی چلیپا قرار دارد.